# Iglesia de San Francisco de Asís (Montevideo)
La Iglesia San Francisco de Asís es una iglesia católica uruguaya, ubicada en la Ciudad Vieja de Montevideo. En el barrio montevideano de Belvedere existe otra parroquia que también honra a Francisco de Asís por lo cual ambas suelen ser objeto de confusiones. 

## Historia
La historia de la Iglesia de San Francisco de Asís comienza en 1724, cuando la Compañía de Jesús construye su primer edificio religioso en Montevideo, pocos años después estos traspasarían la pequeña Capilla a los franciscanos. El 2 de diciembre de 1840 es declarada finalmente como parroquia, por aquellos tiempos, Dámaso Antonio Larrañaga era el vicario apostólico de Montevideo, quien designó al padre Lorenzo Fernández como el primer cura párroco de esta iglesia.
La primitiva parroquia, aquella que había sido fundada por los jesuitas y se encontraba en las calles Piedras y Zabala, fue demolida en 1863 para dar comienzo a la construcción de un nuevo templo en el mismo predio. Este nuevo templo, proyecto del arquitecto Víctor Rabu fue culminado en 1881, cuando se inauguró la nave central y finalmente, el 14 de diciembre de 1900, en una ceremonia con la presencia del Arzobispo de Montevideo, Monseñor Mariano Soler fue bendecida la cripta del Señor de la Paciencia e inaugurado el templo. 
En 1975 fue declarada Monumento Histórico Nacional. Esta parroquia preserva diversos materiales y documentos históricos de diferentes personalidades de la historia nacional. Ejemplo de ellos son las actas matrimoniales de Giuseppe Garibaldi y el actas de bautismo de José Pedro Varela. 
Su amplia torre sirvió durante muchos años como lugar de vigilia al puerto de Montevideo.

## Galería

Exteriores de la Parroquia San Francisco de Asís
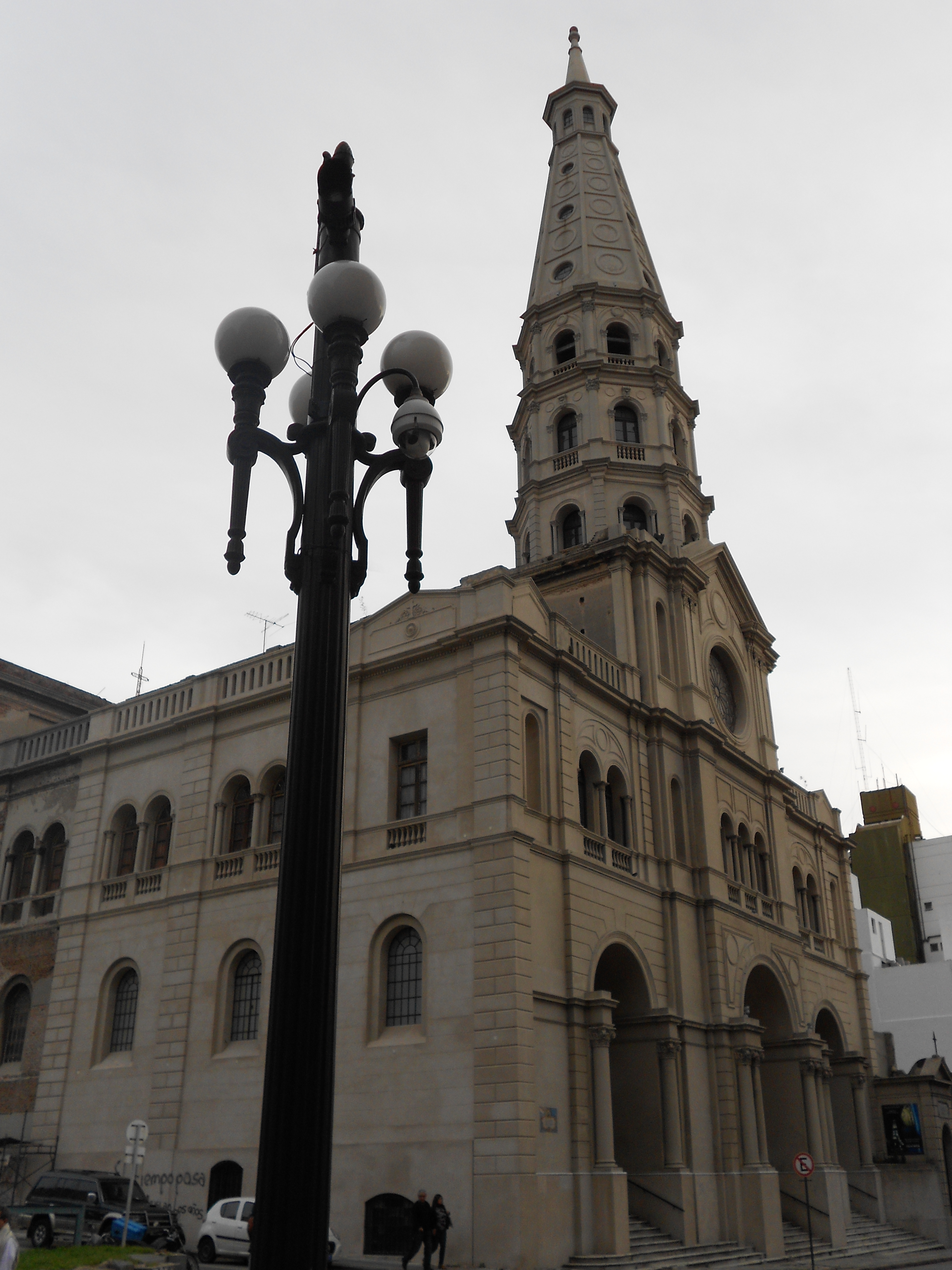
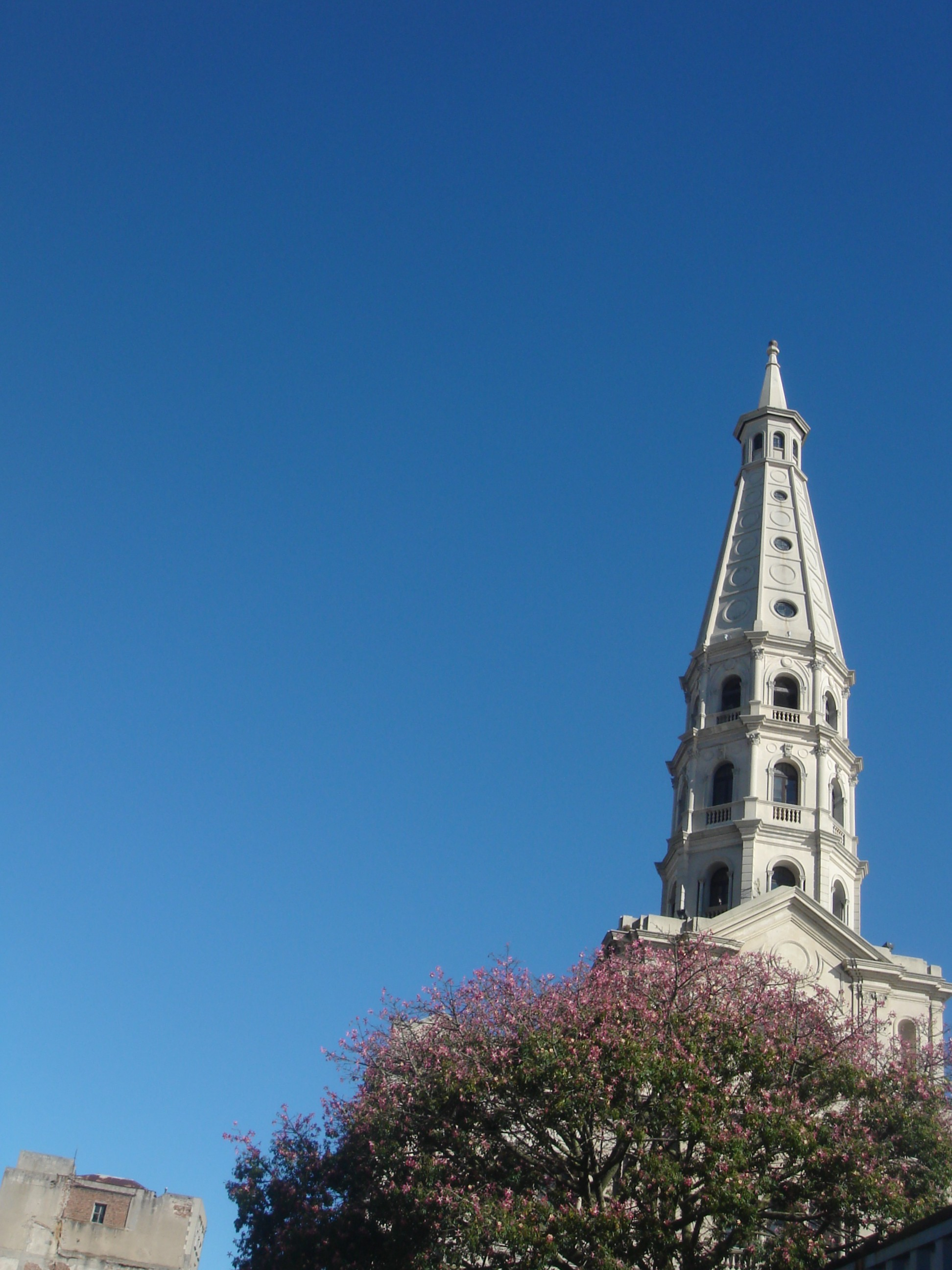
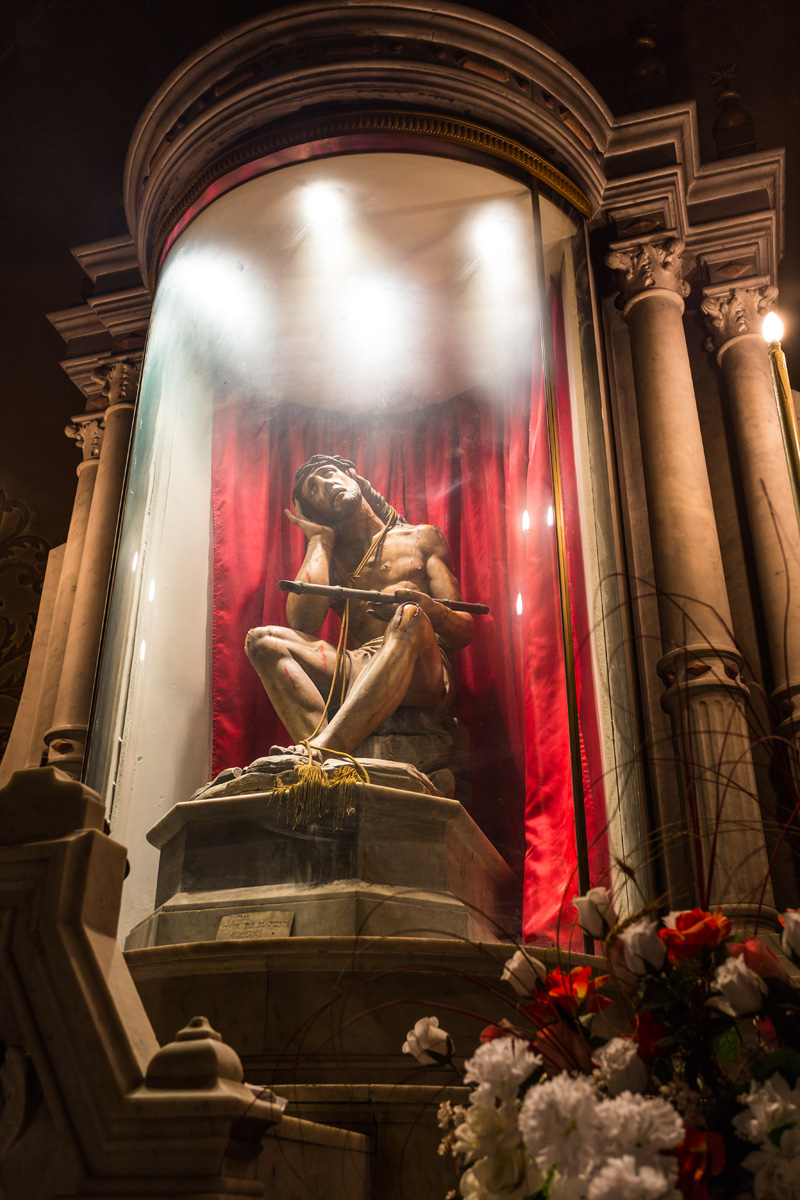
Interior de la Parroquia San Francisco de Asís